# Rogojevac
Rogojevac (en serbe cyrillique : Рогојевац) est un village de Serbie situé dans la municipalité de Stanovo (Kragujevac), district de Šumadija. Au recensement de 2011, il comptait 397 habitants.

## Démographie
| 1948 | 1953 | 1961 | 1971 | 1981 | 1991 | 2002 | 2011 |
| ---- | ---- | ---- | ---- | ---- | ---- | ---- | ---- |
| 693  | 652  | 626  | 541  | 514  | 464  | 404  | 397  |

|  |